# Витина (дем Гортиния)
Вижте пояснителната страница за други значения на Витина.
Витѝна (на гръцки: Βυτίνα) е село в Република Гърция, област Пелопонес, дем Гортиния.
Селото има население от 885 души. До 2011 година то е център на дем Витина.

## Личности
Родени във Витина
- Панайотис Потагос (1838 – 1903), гръцки изследовател на Африка